# Mesochorus townesi
Mesochorus townesi är en stekelart som beskrevs av Schwenke 1999. Mesochorus townesi ingår i släktet Mesochorus och familjen brokparasitsteklar. Inga underarter finns listade i Catalogue of Life.